# 이채진
이채진(1959년 2월 9일 ~ )는 대한민국의 성우이다. 1983년 연극 배우로 활동하다가 1987년 EBS 9기 공채 성우로 데뷔하였다. 원로 배우인 황정순의 손주사위이다. 현재는 은퇴한 것으로 추정되며 EBS 성우극회 극회원 목록에도 이름이 없다.

## 주요 출연작품

### 애니메이션
- 보글보글 스폰지밥 (재능TV) - 집게사장 / 인어맨 / 일부 에피소드 물고기 주민
- 꼬마공주 유시 (재능TV) - 드래곤 / 천계왕
- 눈의 여왕 (애니원) - 프레디
- 동화나라 꿈동산 (KBS)
- 둘리의 배낭여행 (EBS)
- 믹과 맥의 축구이야기 (EBS)
- 사막의 해적 캡틴 쿠파 (재능TV) - 드럼
- 만화로 보는 과학이야기 (EBS)
- 수퍼꼬마 퍼맨 (재능TV) - 아빠
- 쏜베리 가족탐험대 (재능TV)
- 달려라 씽씽열차 (KBS) - 씽씽이
- 만화로 보는 과학이야기 (EBS)
- 신기한 동물나라 (EBS)
- 원시소년 크로 (EBS)
- 잭과 콩나물 (EBS)
- 명탐정 똘비 (EBS)
- 모짜르트 음악대 (EBS)
- 세계명작동화 (EBS)
- 미운오리새끼 페오 (EBS)

### 나레이션
- 작가와 화제작 (SBS)
- 하나뿐인 지구 (EBS)
- 딩동댕 유치원 (EBS)
- 세계명작만화 (EBS)
- 작가 조정래 인물열전 (EBS)

### 라디오 드라마
- 이야기 한국사 (EBS FM)
- 코리안 미러클 (EBS FM)
- 진짜사나이 (국군방송)

### 게임
- 테일즈런너 - 앙리 3세